# نوبوناغاز أمبيشن (لعبة فيديو)
نوبوناغاز أمبيشن (بالإنجليزية: Nobunaga's Ambition)‏ (باليابانية: 信長の野望・全国版)، هي لعبة فيديو من نوع إستراتيجية الحرب وتعمل على جميع المنصات ومنها: سوبر نينتندو وميجا درايف ودوس وغيرها، صدرت في الأسواق سنة 1986، وتتعلق اللعبة بالحرب اليابانية الإقطاعية في عهد أودا نوبوناغا.